# Sepia
Sepia (лат.) — род головоногих моллюсков семейства Sepiidae. Тело овальное, окаймленное с обеих сторон плавником в виде узкой костистой оторочки, тянущейся вдоль всего туловища. Лишь на заднем конце тела левый и правый плавники разделены. Хватательные руки длинные, втягиваются целиком в особые мешковидные ямки; остальные руки короткие. Воронка с клапаном. Четвертая левая рука у самцов гектокотилизирована у основания (то есть отличается по своему строению и служит для целей оплодотворения). Представители рода живут по преимуществу в теплых морях, поблизости берегов. Могут плавать, но обыкновенно держатся на дне, подкарауливая свою добычу, состоящую из рыб и ракообразных.

## Виды
На декабрь 2023 известны следующие современные виды:
- Sepia acuminata E. A. Smith, 1916
- Sepia adami Roeleveld, 1972
- Sepia appelloefi Wülker, 1910
- Sepia aureomaculata Okutani & Horikawa [in Okutani, Tagawa & Horikawa], 1987
- Sepia bathyalis Khromov, Nikitina & Nesis, 1991
- Sepia bertheloti d'Orbigny [in Férussac & d'Orbigny], 1835
- Sepia bidhaia A. Reid, 2000
- Sepia brevimana Steenstrup, 1875
- Sepia burnupi Hoyle, 1904
- Sepia carinata Sasaki, 1920
- Sepia chirotrema S. S. Berry, 1918
- Sepia confusa E. A. Smith, 1916
- Sepia cottoni Adam, 1979
- Sepia dollfusi Adam, 1941
- Sepia elobyana Adam, 1941
- Sepia elongata d'Orbigny [in Férussac & d'Orbigny], 1839–1842
- Sepia furcata Ho & Lu, 2005
- Sepia gibba Ehrenberg, 1831
- Sepia grahami A. Reid, 2001
- Sepia hierredda Rang, 1835
- Sepia hirunda Ho & Lu, 2005
- Sepia incerta E. A. Smith, 1916
- Sepia insignis E. A. Smith, 1916
- Sepia irvingi W. T. Meyer, 1909
- Sepia ivanovi Khromov, 1982
- Sepia joubini Massy, 1927
- Sepia kiensis Hoyle, 1885
- Sepia koilados A. Reid, 2000
- Sepia mascarensis Filippova & Khromov, 1991
- Sepia mira (Cotton, 1932)
- Sepia mirabilis Khromov, 1988
- Sepia murrayi Adam & Rees, 1966
- Sepia officinalis Linnaeus, 1758
- Sepia plana Lu & A. Reid, 1997
- Sepia plathyconchalis Filippova & Khromov, 1991
- Sepia prabahari Neethiselvan & Venkataramani, 2002
- Sepia pulchra Roeleveld & Liltved, 1985
- Sepia reesi Adam, 1979
- Sepia rhoda (Iredale, 1954)
- Sepia savignyi Blainville, 1827
- Sepia saya Khromov, Nikitina & Nesis, 1991
- Sepia senta Lu & A. Reid, 1997
- Sepia sewelli Adam & Rees, 1966
- Sepia simoniana Thiele, 1920
- Sepia sokotriensis Khromov, 1988
- Sepia subplana Lu & Boucher-Rodoni, 2001
- Sepia subtenuipes Okutani & Horikawa [in Okutani, Tagawa & Horikawa], 1987
- Sepia sulcata Hoyle, 1885
- Sepia tala Khromov, Nikitina & Nesis, 1991
- Sepia tanybracheia A. Reid, 2000
- Sepia thurstoni Adam & Rees, 1966
- Sepia tuberculata Lamarck, 1798
- Sepia vecchioni Neethiselvan & Venkataramani, 2010
- Sepia vercoi Adam, 1979
- Sepia vermiculata Quoy & Gaimard, 1832
- Sepia vietnamica Khromov, 1987
- Sepia vossi Khromov, 1996
- Sepia whitleyana (Iredale, 1926)
- Sepia zanzibarica Pfeffer, 1884

### Вымершие виды

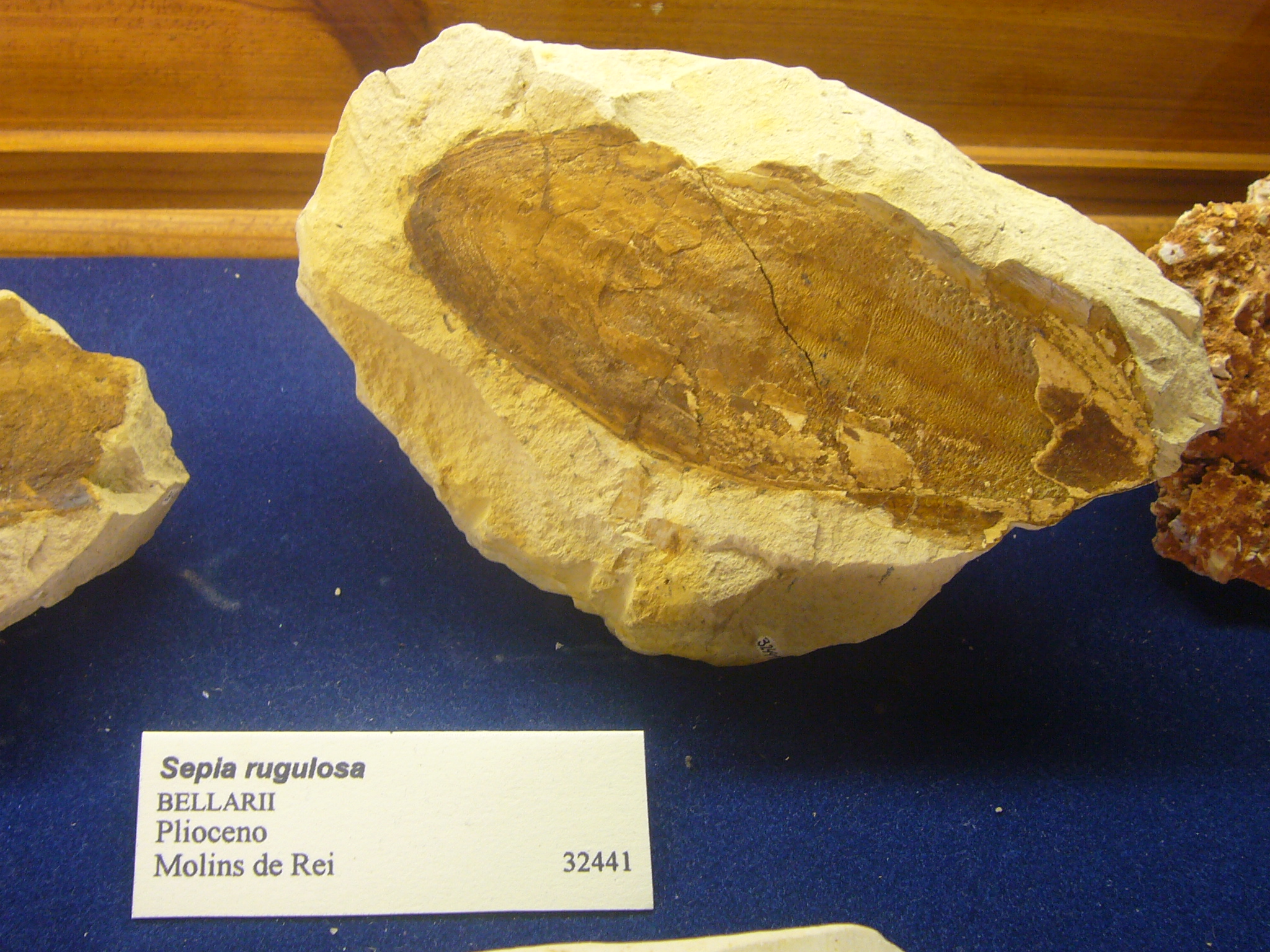
Ископаемая кость каракатицы плиоценового вида Sepia rugulosa

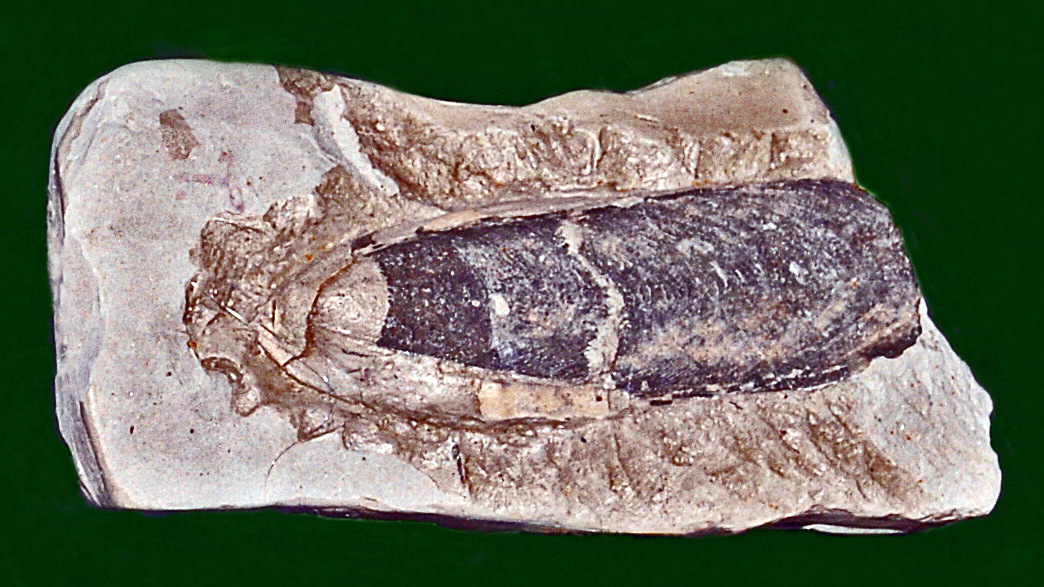
Ископаемая кость каракатицы Sepia stricta

Ряд вымерших видов был описан из неогена Европы, хотя многие из них, вероятно, являются синонимами:
- Sepia bertii Foresti, 1890
- Sepia complanata Bellardi, 1872
- Sepia craversii Gastaldi, 1868
- Sepia gastaldii Bellardi, 1872
- Sepia granosa Bellardi, 1872
- Sepia harmati Szörenyi, 1933
- Sepia hungarica Lörenthey, 1898
- Sepia isseli Bellardi, 1872
- Sepia michelotti Gastaldi, 1868
- Sepia rugulosa Bellardi, 1872
- Sepia stricta Bellardi, 1872
- Sepia verrucosa Bellardi, 1872
- Sepia vindobonensis Schloenbach, 1869